# Oisu
Oisu is een plaats in de Estische provincie Järvamaa. De plaats heeft de status van groter dorp of ‘vlek’ (Estisch: alevik).
Tot 2005 was Oisu de hoofdplaats van een afzonderlijke gemeente met 1321 inwoners (2005) en een oppervlakte van 118,1 km². In 2005 ging deze gemeente op in de gemeente Türi.

## Bevolking
De plaats had 319 inwoners op 31 december 2011 en 283 inwoners op 31 december 2021.